# Душан Голумбовски
Душан Голумбовски (Београд, 15. март 1941 — Београд, 3. јануар 2016) био је српски глумац, водитељ, певач, публициста, радник у култури и дугогодишњи члан Дечје радио групе.
Препознатљивост пред домаћом публиком је завредио улогом тајкуна-антагонисте Озрена Солдатовића у серијама Срећни људи и Бела лађа, те улогом парничног, па потом кривичног судије у серији Бољи живот.

## Биографија

### Детињство
Душан се, као друго дете у браку Душице Васиљевић, познате београдске балерине и Драгутина Голумбовског, размаженог сина богатог индустријалца - познатог по томе што је први у Београду приуштио Бентли - рађа уочи Другог светског рата, неколико месеци након смрти оца. Порекло води из богате, предратне, породице индустријалца. Његов предак Живан Голумбовски био је члан Масонске ложе Краљевине Југославије. Осам година старији брат Богомир, дипломирао је физичку хемију 1961. године.

### Глумачка каријера
На даске које живот значе стаје први пут са десет година, заслугом учитеља и чистачице.
Глумачку академију је похађао заједно са Зораном Радмиловићем, Станиславом Пешић, Петром Краљем, Милошем Жутићем и Оливером Катарина-Вучо. Са најбољим пријатељем, Петром Краљем, везивала га је заједничка љубав према пићу.
Шездесетих година 20. века се, заједно са Слободаном Ђурићем, Иваном Бекјаревим, Миодрагом Андрићем и Дејаном Констатиновићем, окупио око Театра Националне Драме и других група насталих по идеји Еве и Радомира Стевића Раса, које презентоване на нетрадиционалан начин, започевши са организацијом књижевних вечери прерастају у политички театар одликован критиком комунистичког система.
Осим запажених резултата у театру, телевизијској и филмској публици се представља у више од педесет остварења, те снима више од сто епизодних наставака познатих серија, бележећи посебан успех у серијама сценаристе Синише Павића.

### Рад и дело
Заједно са Банетом Цветковићем, 1967. године чини први водитељски пар ТВ емисије значајне за формирање Ју рокенрол сцене "Концерт за млади луди свет" Николе Караклајића, у којој настају први музички спотови домаћих рок група. 
Истодобно, у дуету са Едијем Декенгом, музичарем пореклом из Конга, представља своје певачке квалитете.
Крајем деведесетих година врши дужност управника „Позоришта Т“ у Београду, до његовог одласка у стечај.
У публицистичком стваралаштву залаже се за међусобну толеранцију и узајамну солидарност, те се осим проблематиком позоришта, бави и питањем ширих друштвених односа, пружајући критички осврт на хијерархију, институције и културу.

### Приватан живот
Супруга Мирјана Поповић-Голумбовски, истакнути новинар и фељтониста, носилац Награде за животно дело „Слободан Глумац”, поводом три деценије уређивачког рада ТВ стране и ТВ додатка Вечерњих новости. Ћерка Ана, дипломац катедре за филмску и ТВ монтажу Академије уметности у Београду
Дугогодишњу борбу са алкохолизмом добија 1999. године, након претрпљеног можданог удара, под притиском здравствених разлога. По одласку у пензију 2002. године, тумачи искључиво лик Озрена Солдатовића, који сматра својом посебном обавезом.
Преминуо је у Београду 3. јануара 2016. године у својој седамдесет и четвртој години.

## Филмографија
| Год.       | Назив                                         | Улога                       |
| ---------- | --------------------------------------------- | --------------------------- |
| 1960.-те   |                                               |                             |
| 1961.      | Не убиј                                       | Млади заробљени партизан    |
| 1962.      | Звиждук у осам                                | новинар                     |
| 1964.      | Месје Боден иде на посао                      |                             |
| 1964.      | Нешто о чему се може говорити                 |                             |
| 1964.      | Вртлог                                        | Младен                      |
| 1965.      | Бродолом младог Томаса                        |                             |
| 1965.      | Хиљаду зашто?                                 |                             |
| 1966.      | Рој                                           | Стојан                      |
| 1966.      | Штићеник                                      |                             |
| 1966.      | Сан                                           | доушник                     |
| 1967.      | Јелена Ћетковић                               |                             |
| 1967.      | Седам Хамлета                                 | Хамлет                      |
| 1967.      | Смоки                                         |                             |
| 1967.      | Височка хроника                               | Отинрик                     |
| 1968.      | Швабица                                       |                             |
| 1968.      | Сајам на свој начин                           |                             |
| 1968.      | Можда спава                                   |                             |
| 1970.-те   |                                               |                             |
| 1971.      | Цео живот за годину дана                      |                             |
| 1972.      | Човек који је бацио атомску бомбу на Хирошиму |                             |
| 1972.      | Бреме                                         |                             |
| 1976.      | На путу издаје                                |                             |
| 1978.      | Повратак отписаних (ТВ серија)                | немачки војник              |
| 1980.-те   |                                               |                             |
| 1982.      | Операција Теодор                              |                             |
| 1982.      | Шпанац (серија)                               | радио-спикер                |
| 1984.      | Бањица (ТВ серија)                            | Фридрих Јунг                |
| 1985.      | Судбина уметника - Ђура Јакшић (ТВ)           | Тужилац 2                   |
| 1985.      | Генеза                                        |                             |
| 1985.      | Кво вадис?                                    | Фаон                        |
| 1986.      | Неозбиљни Бранислав Нушић                     | психијатар                  |
| 1986.      | Вештица                                       | Савели Гајкин               |
| 1986.      | Одлазак ратника, повратак маршала             |                             |
| 1987.      | И то се зове срећа                            | представник из иностранства |
| 1987-1988. | Бољи живот                                    | судија                      |
| 1988.      | Вук Караџић                                   |                             |
| 1988.      | Шта радиш вечерас                             | Шеф ресторана               |
| 1988.      | Тесна кожа 3                                  | иследник                    |
| 1988.      | Балкан експрес 2                              |                             |
| 1989.      | Мистер Долар (ТВ)                             | господин без скрупула       |
| 1989.      | Балкан експрес 2 (серија)                     |                             |
| 1990.-те   |                                               |                             |
| 1991.      | Бољи живот 2                                  | судија                      |
| 1992.      | Први пут с оцем на јутрење                    | апотекар Олбрехт            |
| 1994.      | Театар у Срба                                 |                             |
| 1993-1994. | Срећни људи                                   | Озрен Солдатовић            |
| 1995.      | Крај династије Обреновић                      | гроф Павле Мансуров         |
| 1995-1996. | Срећни људи 2                                 | Озрен Солдатовић            |
| 1996.      | Срећни људи: Новогодишњи специјал             | Озрен Солдатовић            |
| 1997.      | Горе доле                                     | Зојкић                      |
| 2000.-те   |                                               |                             |
| 1998-2002. | Породично благо                               | др Николић                  |
| 2003.      | Најбоље године                                |                             |
| 2005.      | Идеалне везе                                  | мајстор Миле                |
| 2007-2012. | Бела лађа                                     | Озрен Солдатовић            |